# Chiếu sáng tự nhiên

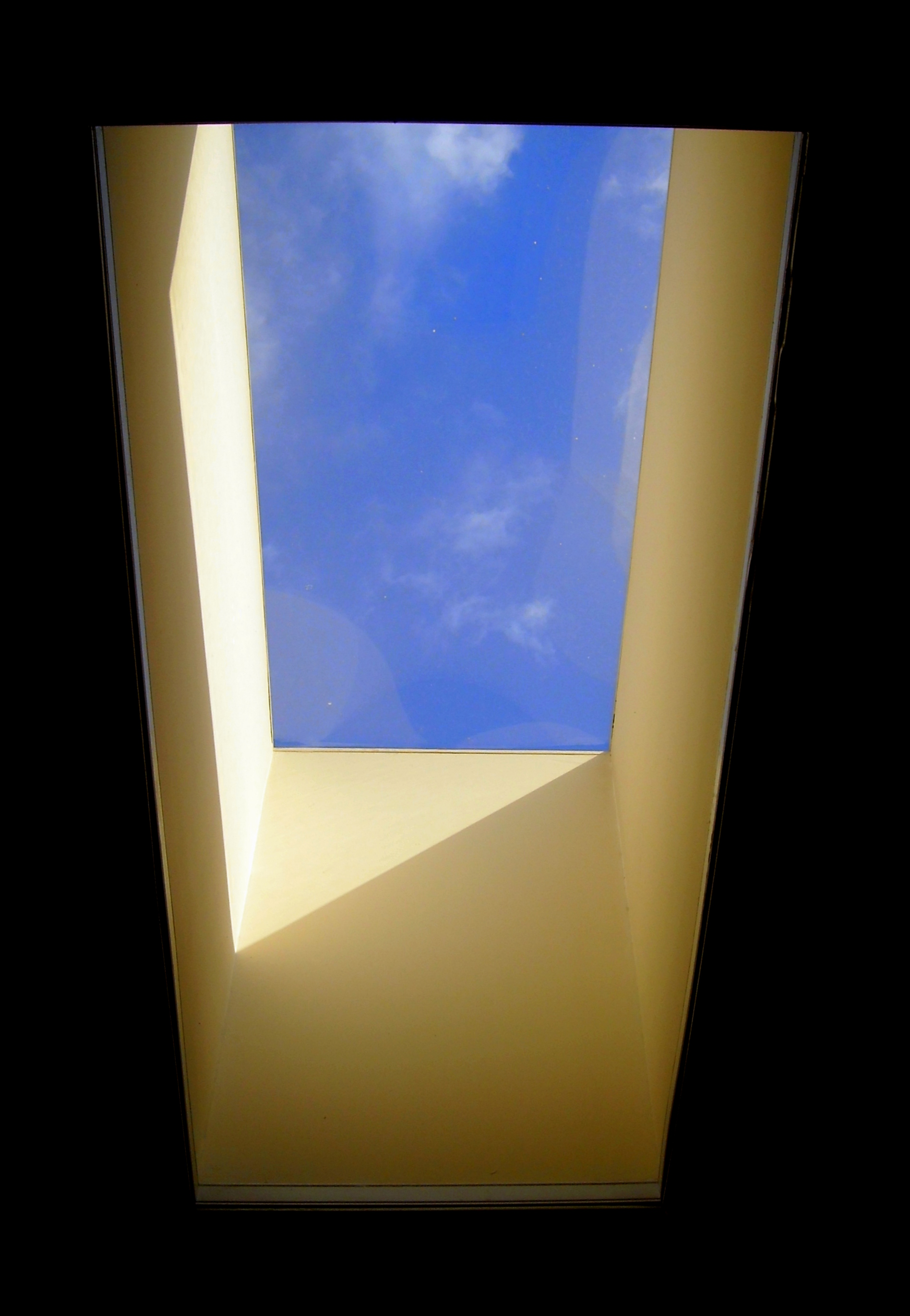
A skylight cung cấp chiếu sáng nội bộ

Chiếu sáng tự nhiên là sự thực hành của việc đặt cửa sổ hoặc mở khác và phản xạ]] bề mặt để ánh sáng tự nhiên trong ngày cung cấp ánh sáng nội bộ hiệu quả. Đặc biệt chú trọng đến chiếu sáng tự nhiên trong khi thiết kế một tòa nhà khi mục đích là để tối đa hóa sự thoải mái trực quan hoặc giảm sử dụng năng lượng. Tiết kiệm năng lượng có thể đạt được từ việc sử dụng giảm nhân tạo (điện) ánh sáng hoặc từ [[thụ động năng lượng mặt trời sưởi ấm hoặc làm mát. Nhân tạo chiếu sáng sử dụng năng lượng có thể được giảm bằng cách chỉ đơn giản là cài đặt ít đèn điện bởi vì ánh sáng ban ngày hiện tại, hoặc bằng cách mờ / chuyển mạch đèn điện tự động đáp ứng với sự hiện diện của ánh sáng ban ngày, một quá trình được gọi là [ánh sáng ban ngày thu hoạch []].
Chiếu sáng tự nhiên là một thuật ngữ kỹ thuật cho nhiều thế kỷ, địa lý và văn hóa phổ biến cơ bản thiết kế độc lập khi "khám phá" của các kiến trúc sư thế kỷ 20. Số lượng của ánh sáng ban ngày nhận được trong một không gian nội bộ có thể được phân tích bằng cách thực hiện một yếu tố ánh sáng ban ngày]] tính. Ngày nay, việc sử dụng máy tính và phần mềm công nghiệp độc quyền như Radiance có thể cho phép một kiến trúc sư hoặc kỹ sư để nhanh chóng undetake tính toán phức tạp để xem xét lợi ích của một thiết kế đặc biệt.
Không có ánh sáng mặt trời trực tiếp trên các bức tường phía cực của một tòa nhà từ thu phân xuân phân. Theo truyền thống, ngôi nhà được thiết kế với các cửa sổ tối thiểu về phía cực nhưng cửa sổ nhiều hơn và lớn hơn về phía xích đạo. Cửa sổ phía xích đạo nhận được ít nhất một số ánh sáng mặt trời trực tiếp vào bất kỳ ngày nắng ấm của năm (ngoại trừ ở các vĩ độ nhiệt đới trong mùa hè) để họ có hiệu quả tại chiếu sáng tự nhiên các khu vực của các ngôi nhà liền kề với các cửa sổ. Mặc dù vậy, trong thời gian giữa mùa đông, tỷ lệ mắc cao là hướng ánh sáng và bóng tối sâu phôi. Điều này có thể được cải tạo một phần thông qua khuếch tán ánh sáng và thông qua phần nào phản chiếu bề mặt nội bộ. Ở vĩ độ khá thấp trong mùa hè, cửa sổ mặt phía đông và phía tây và đôi khi những khuôn mặt về phía cực nhận ánh sáng mặt trời nhiều hơn so với các cửa sổ phải đối mặt với đối với đường xích đạo.

## Cửa sổ

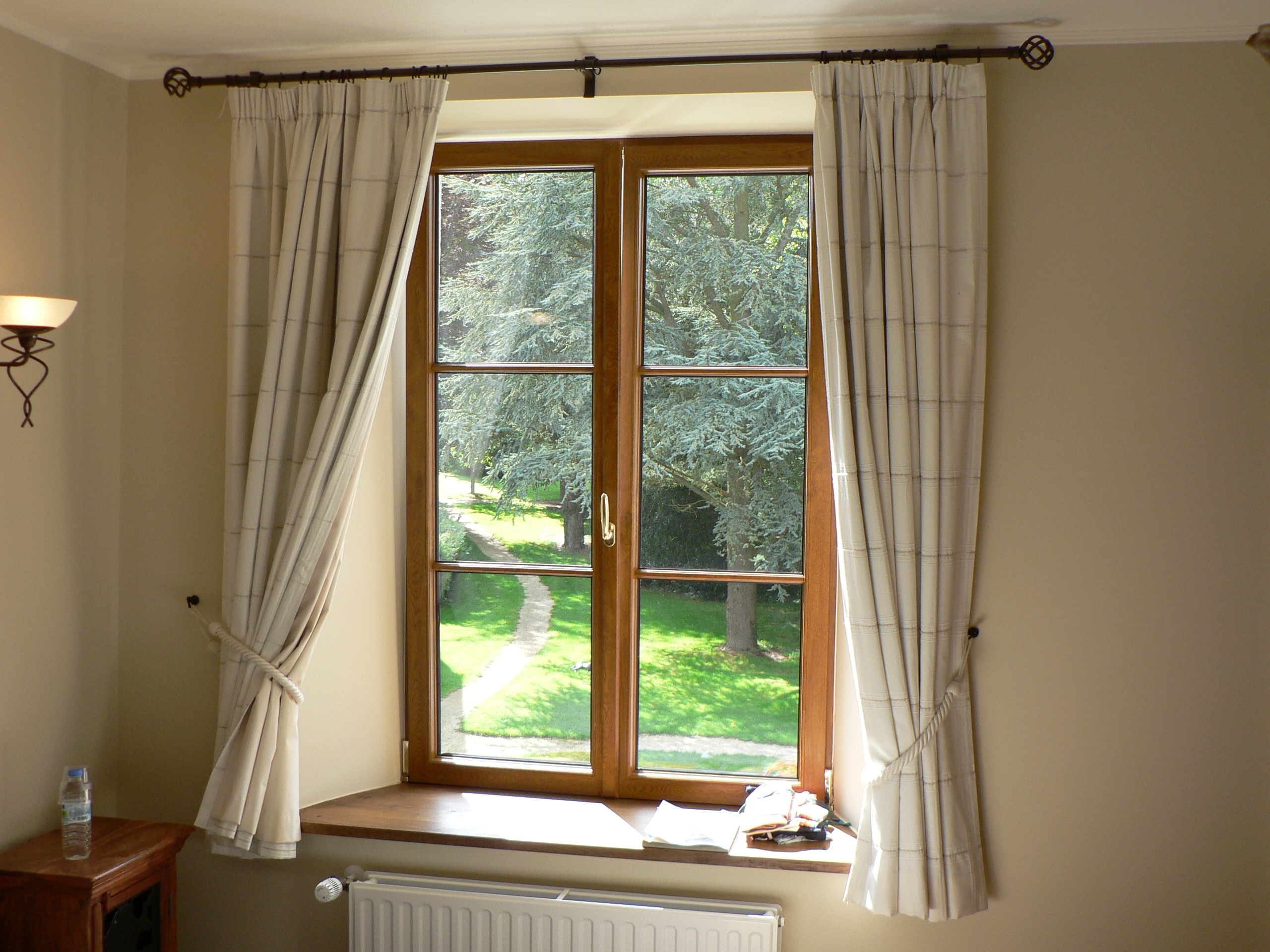
Một cửa sổ

Cửa sổ là cách phổ biến nhất phải thừa nhận ánh sáng ban ngày vào không gian. Định hướng thẳng đứng của họ có nghĩa là họ thừa nhận có chọn lọc ánh sáng mặt trời và khuếch tán ánh sáng ban ngày vào các thời điểm khác nhau trong ngày và năm. Do đó cửa sổ về phương hướng nhiều thường phải được kết hợp để tạo sự pha trộn của ánh sáng cho việc xây dựng, tùy thuộc vào khí hậu và vĩ độ. Có ba cách để cải thiện số lượng của ánh sáng từ cửa sổ:
Nơi cửa sổ gần một bức tường màu ánh sáng.
- Nghiêng hai bên mở cửa sổ để mở bên trong lớn hơn so với mở cửa bên ngoài.
- Sử dụng một ngưỡng cửa sổ lớn ánh sáng màu cho dự án ánh sáng vào phòng.

Các loại khác nhau và các loại thủy tinh và các phương pháp điều trị cửa sổ khác nhau cũng có thể ảnh hưởng đến lượng truyền dẫn ánh sáng qua các cửa sổ.

## Ô lấy sáng

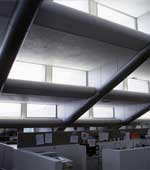
Ô lấy sáng

Một yếu tố quan trọng trong việc tạo ra chiếu sáng tự nhiên là việc sử dụng các ô lấy sáng. Đây là những cao, cửa sổ được đặt theo chiều dọc. Chúng có thể được sử dụng để tăng được năng lượng mặt trời trực tiếp hướng về phía đường xích đạo. Khi phải đối mặt về phía mặt trời, các ô lấy sáng và các cửa sổ khác có thể nhận chói không thể chấp nhận được. Trong trường hợp của ngôi nhà năng lượng mặt trời thụ động, các ô lấy sáng có thể cung cấp một con đường ánh sáng trực tiếp phía cực (phía bắc ở bán cầu bắc, phía nam ở Nam bán cầu) phòng nếu không sẽ không được chiếu sáng. Ngoài ra, các ô lấy sáng có thể được sử dụng để nhận ánh sáng khuếch tán ban ngày (từ phía bắc ở Bắc bán cầu) đều chiếu sáng một không gian như một lớp học hoặc văn phòng.
Thông thường, cửa sổ ô lấy sáng cũng tỏa sáng trên các bề mặt bên trong bức tường sơn màu trắng hoặc màu sáng khác. Những bức tường được đặt để phản chiếu ánh sáng gián tiếp đến các khu vực nội thất, nơi nó là cần thiết. Phương pháp này có lợi thế của việc giảm hướng của ánh sáng để làm cho nó nhẹ nhàng hơn và khuếch tán, giảm bóng.

## Cửa sổ trần

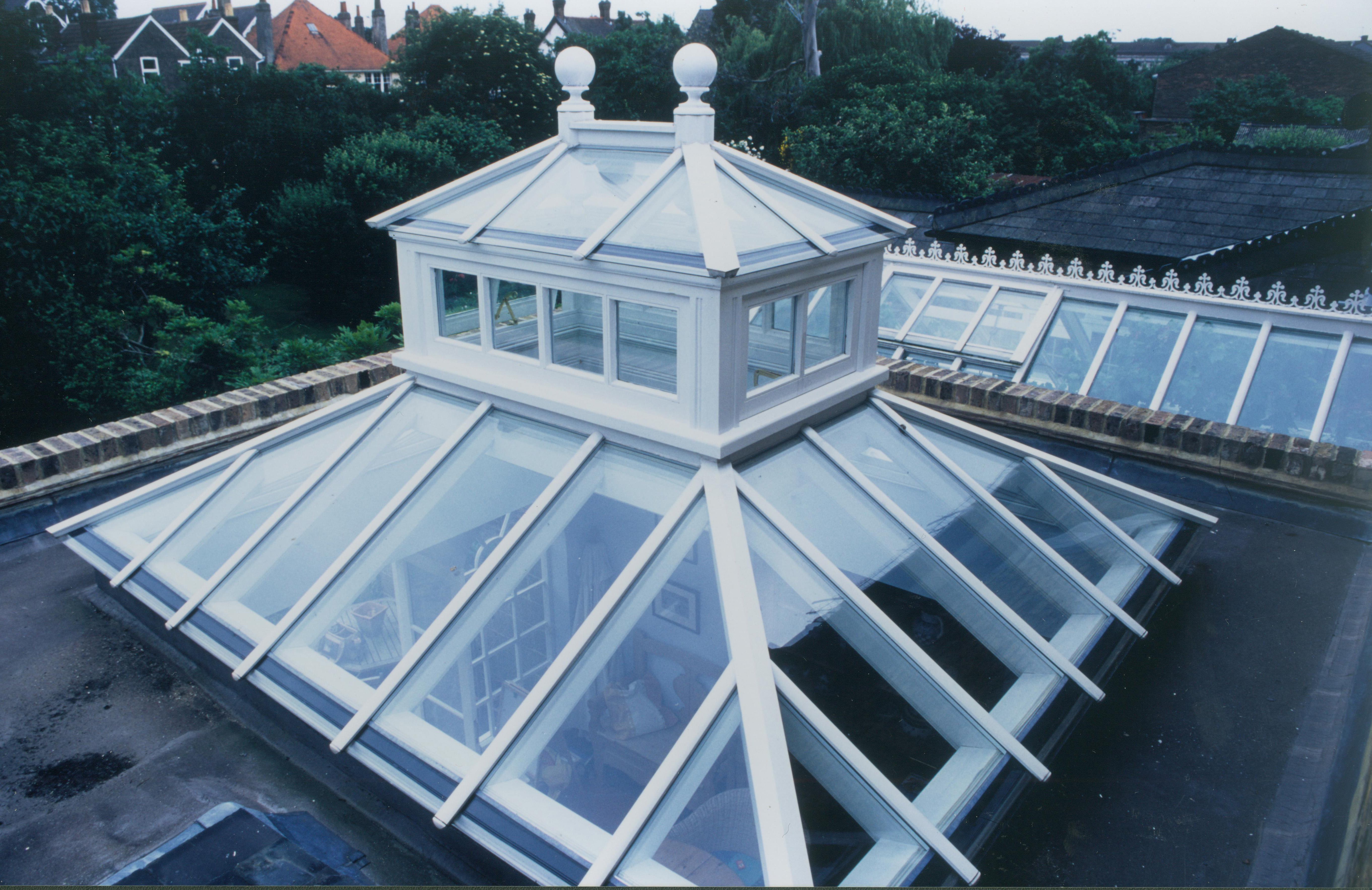
Một đèn lồng mái

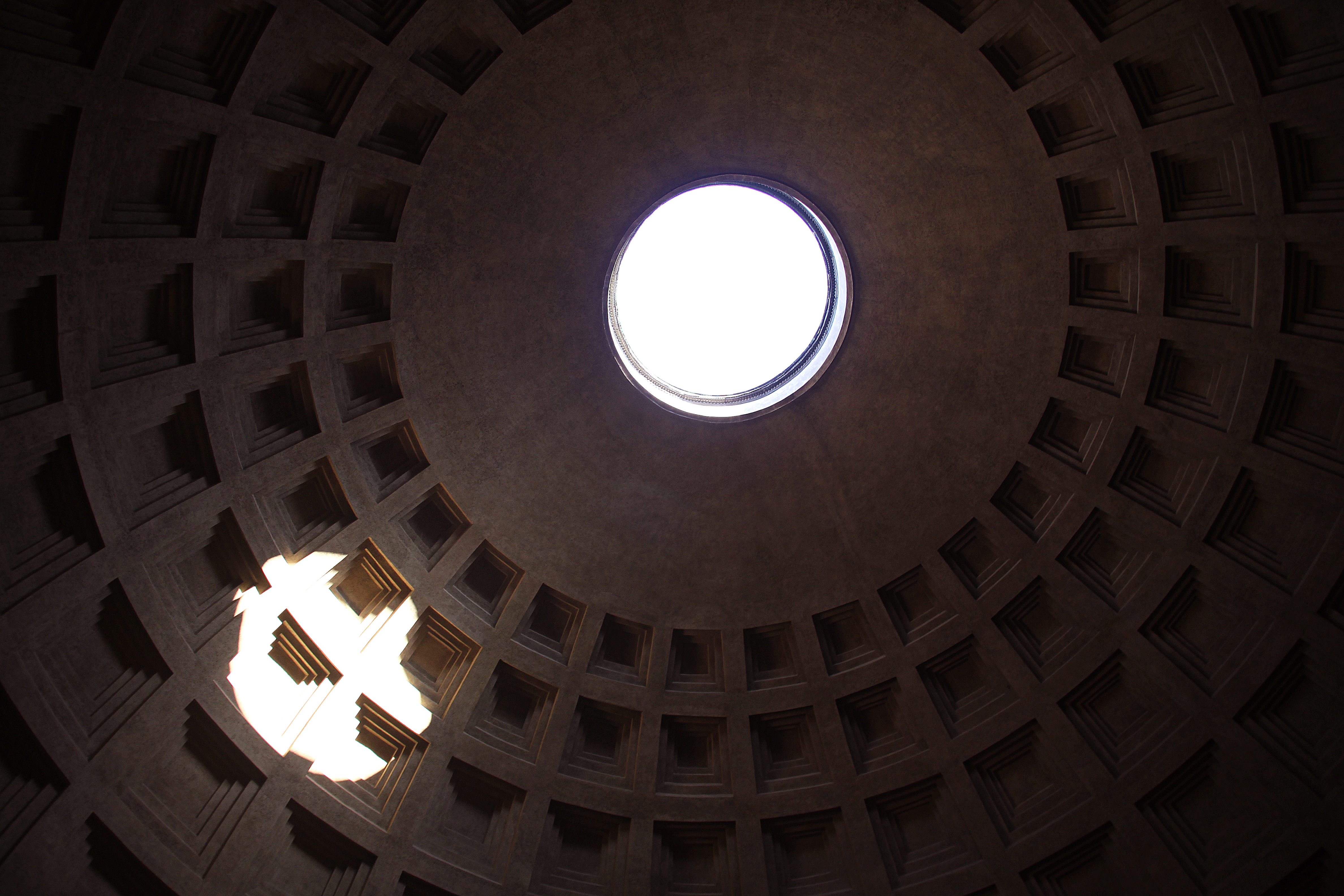
Oculus Pantheon

Skylight là bất kỳ cửa sổ ngang, mái đèn lồng oculus, đặt tại các mái của tòa nhà, thường được sử dụng cho daylighting. Acrylic mờ trắng là một 'ánh sáng có nghĩa là truyền Lambertian Diffuser là hoàn toàn khuếch tán và phân bố đều trên các khu vực bị ảnh hưởng. Điều này có nghĩa, trong số những lợi thế khác, rằng các tiêu chuẩn chất lượng nguồn ánh sáng được đo tương đối để truyền acrylic trắng. Mái vòm trắng acrylic cung cấp phân phối ngay cả ánh sáng trong suốt cả ngày. Cửa sổ trần thừa nhận nhiều ánh sáng cho mỗi đơn vị diện tích so với cửa sổ, và phân phối đồng đều hơn trên một không gian.
Diện tích tối ưu của cửa sổ ở mái nhà (thường là định lượng là "khẩu độ hiệu quả") thay đổi theo vĩ độ, khí hậu, và các đặc tính của ánh sáng bầu trời, nhưng thường là 4-8% diện tích sàn. Hiệu suất nhiệt của cửa sổ ở mái nhà là bị ảnh hưởng bởi sự phân tầng, tức là xu hướng của không khí ấm áp để thu thập trong các giếng khai ánh sáng bầu trời, ở vùng khí hậu mát mẻ làm tăng tỷ lệ thất thoát nhiệt  Trong mùa ấm, cửa sổ ở mái nhà glazings minh bạch sẽ gây ra vấn đề nhiệt nội bộ, tốt nhất là được điều trị bằng cách đặt trắng acrylic mờ trên hoặc dưới kính ánh sáng bầu trời trong suốt.
Với thiết kế ánh sáng bầu trời thích hợp, có thể tiết kiệm năng lượng đáng kể trong các ứng dụng thương mại và công nghiệp. Tiết kiệm từ chiếu sáng tự nhiên có thể cắt giảm sử dụng năng lượng ánh sáng lên đến 80% theo quy định của Bộ Ngoại giao Hoa Kỳ Chương trình Quản lý Năng lượng năng lượng liên bang. Trong điều kiện tiết kiệm chi phí, Bộ Năng lượng Mỹ báo cáo rằng các tòa nhà thương mại có thể giảm chi phí năng lượng tổng lên tới một phần ba thông qua việc sử dụng tối ưu của daylighting.
Cửa sổ ở mái nhà kém xây dựng, lắp đặt có thể đã bị rò rỉ các vấn đề và paned cửa sổ ở mái nhà duy nhất có thể khóc với ngưng tụ. Sử dụng thiết kế hiện đại với cài đặt thích hợp sẽ loại bỏ các vấn đề rò rỉ và cung cấp hiệu quả năng lượng lớn hơn.

## Phản xạ ánh sáng

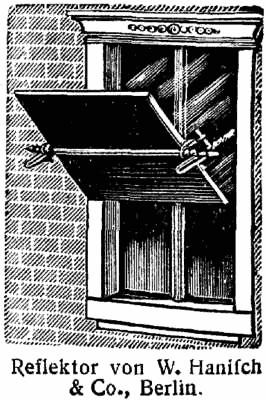
Bộ phản xạ ánh sáng có thể điều chỉnh

Sau khi sử dụng rộng rãi trong các tòa nhà văn phòng, phản xạ ánh sáng "" bằng tay có thể điều chỉnh hiếm khi được sử dụng ngày nay đã được thay thế bởi một sự kết hợp các phương pháp khác trong buổi hòa nhạc với chiếu sáng nhân tạo. Các phản xạ đã được tìm thấy có lợi cho sự lựa chọn của ánh sáng nhân tạo cung cấp chiếu sáng kém so với điện chiếu sáng hiện đại.

## Kệ ánh sáng

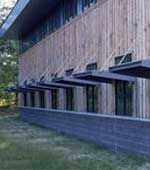
Kệ ánh sáng

Kệ ánh sáng là một cách hiệu quả để tăng cường ánh sáng từ cửa sổ trên đường xích đạo phải đối mặt với cạnh của một cấu trúc, hiệu ứng này được thu được bằng cách đặt một kệ kim loại ánh sáng trắng phản chiếu ánh sáng bên ngoài cửa sổ. Thông thường, cửa sổ sẽ được bảo vệ trực tiếp từ mặt trời mùa hè bởi một mép mái dự. Các dự án hạn sử dụng ánh sáng ngoài bóng tối được tạo ra bởi các mép mái và phản ánh ánh sáng mặt trời trở lên để chiếu sáng trần nhà. Ánh sáng phản xạ này có thể chứa nội dung nhiệt ít và chiếu sáng phản chiếu từ trần nhà thường sẽ làm giảm bóng sâu, giảm sự cần thiết cho chiếu sáng chung.
Trong mùa đông lạnh, hạn sử dụng ánh sáng tự nhiên được tạo ra khi có tuyết trên mặt đất. Khi nhiệt độ bên ngoài giảm xuống dưới lạnh, độ ẩm trong khí quyển kết tủa ra, thường ở dạng tuyết (hoặc đông lạnh mưa). Điều này làm cho mặt đất phản chiếu cao. CN mùa đông thấp (xem con đường CN) phản ánh tuyết và tăng được năng lượng mặt trời thông qua đường xích đạo phải đối mặt với kính một đến hai phần ba sáng đèn trần của các phòng. Glare kiểm soát (màn cửa) có thể được yêu cầu.

## Ống ánh sáng

Sơ đồ của một ống ánh sáng

Một loại thiết bị được sử dụng là ống ánh sáng, cũng được gọi là ống năng lượng mặt trời, được đặt vào một mái nhà và thừa nhận ánh sáng vào một khu vực tập trung của nội thất. Những phần nào giống với đồ đạc trần ánh sáng recessed. Chúng không cho phép truyền nhiệt nhiều như các cửa sổ ở mái nhà bởi vì họ có diện tích bề mặt ít hơn.
Các thiết bị chiếu sáng tự nhiên hình ống (TDD) sử dụng công nghệ hiện đại để truyền tải ánh sáng có thể nhìn thấy qua các bức tường và mái đục. Các ống chính nó là một thành phần thụ động bao gồm hoặc một lớp phủ trang trí nội thất đơn giản phản chiếu ánh sáng một tiến hành bó sợi quang. Nó thường được giới hạn, gắn trên mái nhà trong suốt "thu ánh sáng, mái vòm và chấm dứt với một hội khuếch tán thừa nhận ánh sáng ban ngày vào không gian nội thất và phân phối năng lượng ánh sáng đồng đều (hoặc khác hiệu quả hơn nếu sử dụng không gian ánh sáng là hợp lý cố định, và người dùng mong muốn một hoặc nhiều sáng đốm ").

## Mái răng cưa
Một thay thế kính góc mái nhà là một "mái răng cưa" (được tìm thấy vào các nhà máy cũ). Răng cưa mái nhà có mái nhà kính theo chiều dọc phải đối mặt với đi từ phía đường xích đạo của tòa nhà để nắm bắt ánh sáng khuếch tán (không khắc nghiệt phía đường xích đạo trực tiếp năng lượng mặt trời đạt được). Các phần góc cạnh của cấu trúc kính hỗ trợ là đục và cách nhiệt tốt với một mái nhà mát mẻ và rào cản rạng rỡ. Khái niệm ánh sáng mái răng cưa một phần làm giảm "lò năng lượng mặt trời" mùa hè vấn đề ánh sáng bầu trời, nhưng vẫn cho phép ấm áp bên trong không khí tăng lên và chạm vào kính bên ngoài mái nhà trong mùa đông lạnh, với truyền nhiệt không mong muốn đáng kể.

## Gương định nhật

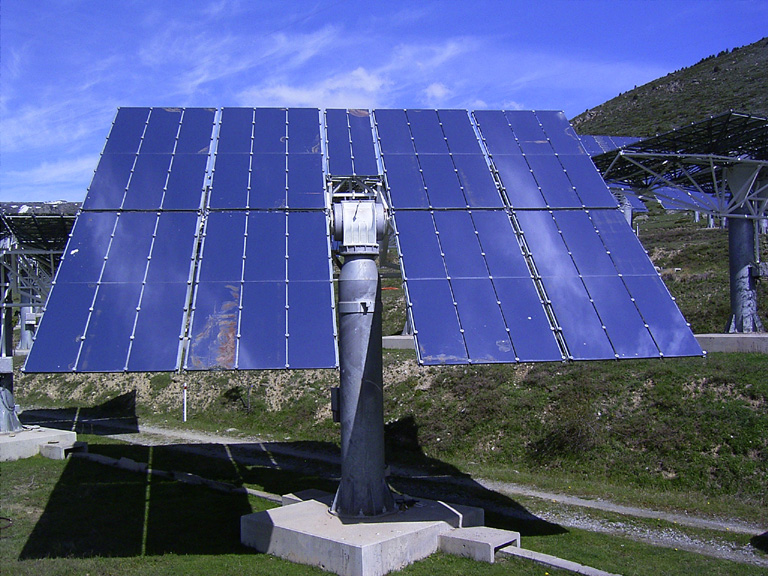
Một gương định nhật. Gương quay trên một máy tính điều khiển, động cơ điều khiển altazimuth gắn kết.

Việc sử dụng gương định nhật, gương được di chuyển tự động để phản xạ ánh sáng mặt trời trong một hướng liên tục di chuyển mặt trời trên bầu trời, được phổ biến như một phương pháp chiếu sáng tiết kiệm năng lượng. Một gương định nhật có thể được sử dụng để chiếu ánh sáng mặt trời trực tiếp thông qua một cửa sổ hoặc ánh sáng bầu trời, hoặc vào bất kỳ sự sắp xếp của các yếu tố quang học, ví dụ các ống ánh sáng, phân phối ánh sáng ở nơi nó là cần thiết.

## Kính thông minh
Kính thông minh là tên cho một lớp của vật liệu và các thiết bị có thể được chuyển giữa một nhà nước minh bạch và một nhà nước mà là đục, mờ, phản xạ, hoặc phản chiếu retro. Chuyển đổi được thực hiện bằng cách áp dụng một điện áp điện đến vật liệu, hoặc bằng cách thực hiện một số hoạt động cơ khí đơn giản. Cửa sổ, cửa sổ ở mái nhà, vv, được làm bằng thủy tinh thông minh có thể được sử dụng để điều chỉnh ánh sáng trong nhà, bồi thường thay đổi độ sáng của ánh sáng ngoài trời và trong nhà độ sáng cần thiết.

## Bức tường bê tông sợi quang
Một cách khác để làm cho một cấu trúc an toàn cụ thể tường mờ là để nhúng quang cáp trong đó  Ánh sáng ban ngày (và hình ảnh bóng tối) có thể sau đó vượt qua trực tiếp thông qua một bức tường vững chắc bê tông dày.

## Chiếu sáng mặt trời lai
Phòng thí nghiệm quốc gia Oak Ridge (ORNL) đã phát triển một cách mới thay thế các cửa sổ ở mái nhà được gọi là chiếu sáng năng lượng mặt trời lai. Thiết kế này sử dụng thu ánh sáng gắn trên một mái nhà, đường kính lớn sợi quang học, và thay đổi đồ đạc ánh sáng huỳnh quang có hiệu quả có thanh minh bạch kết nối với các loại cáp sợi quang. Về cơ bản, không có điện là cần thiết cho chiếu sáng nội thất tự nhiên ban ngày.
Kiểm tra thực địa được tiến hành trong năm 2006 và 2007 của các công nghệ HSL mới đã được hứa hẹn, nhưng các thiết bị sản xuất khối lượng thấp vẫn còn đắt tiền. HSL nên trở thành chi phí hiệu quả hơn trong tương lai gần. Một phiên bản có thể chịu được gió bão có thể bắt đầu để thay thế hệ thống chiếu sáng thương mại huỳnh quang thông thường với việc triển khai cải thiện trong năm 2008 và xa hơn nữa. Năng lượng Mỹ 2007 Bill cung cấp kinh phí cho HSL R & D, và nhiều tòa nhà thương mại lớn đã sẵn sàng để tài trợ cho phát triển và triển khai ứng dụng HSL hơn nữa.
Vào ban đêm, ORNL HSL sử dụng biến đổi cường độ chấn lưu điện tử kiểm soát ánh sáng huỳnh quang. Khi ánh sáng mặt trời dần dần giảm lúc hoàng hôn, trận đấu huỳnh quang đang dần bật lên để cung cấp cho một mức độ gần như liên tục của ánh sáng nội thất từ ánh sáng ban ngày cho đến khi nó trở thành bóng tối bên ngoài.
HSL có thể sớm trở thành một lựa chọn cho chiếu sáng nội thất thương mại. Nó có thể truyền tải về một nửa của ánh sáng mặt trời trực tiếp mà nó nhận được 

## Solarium
Trong một tòa nhà được thiết kế tốt cô lập được mặt trời với nắng,sunroom,gây hiệu ứng nhà kính, vv, có thường quan trọng kính ở phía bên đường xích đạo. Một khu vực rộng lớn của thủy tinh cũng có thể được thêm vào giữa phòng mặt trời và các khu sinh hoạt nội thất của bạn. Patio thấp chi phí cao, khối lượng sản xuất kính cửa an toàn là một cách rẻ tiền để thực hiện mục tiêu này.
Các cửa ra vào sử dụng để nhập vào một căn phòng, cần được đối diện với ly CN nội thất phòng, để người dùng có thể nhìn thấy bên ngoài ngay lập tức khi vào hầu hết các phòng. Halls nên được giảm thiểu với không gian mở được sử dụng thay vì. Nếu một phòng là cần thiết cho việc bảo mật thông tin hay những phòng cách ly, không tốn kém patio cửa kính an toàn có thể được đặt trên cả hai mặt của hội trường. Rèm che trên kính nội thất có thể được sử dụng để kiểm soát ánh sáng. Màn cửa tùy chọn có thể được tự động điều khiển động cơ điện dựa trên cảm biến nhận thức của công suất phòng, ánh sáng ban ngày, nhiệt độ bên trong, và thời gian trong ngày. Tòa nhà năng lượng mặt trời thụ động với không có hệ thống điều hòa không khí trung tâm cần có cơ chế kiểm soát đối với hàng giờ, hàng ngày, và theo mùa, nhiệt độ và ánh sáng ban ngày biến thể. Nếu nhiệt độ là chính xác, và một phòng trống, màn cửa có thể tự động đóng cửa để giảm truyền nhiệt trong hai hướng.
Để giúp phân phối ánh sáng ban ngày phòng mặt trời để các bên của phòng xa nhất từ đường xích đạo, không tốn kém trần-sàn gương có thể được sử dụng.
Mã xây dựng đòi hỏi một phương tiện thứ hai đi ra, trong trường hợp có hỏa hoạn. Hầu hết các nhà thiết kế sử dụng một cánh cửa trên một mặt của phòng ngủ, và một cửa sổ bên ngoài, nhưng bên cửa sổ phía tây cung cấp rất nghèo thực hiện vào mùa hè nhiệt. Thay vào đó một cửa sổ phía Tây phải đối mặt với, nhà thiết kế sử dụng năng lượng hiệu quả R-13 đầy bọt rắn bên ngoài cửa. Nó có thể có một cơn bão cửa kính bên ngoài cánh cửa bên trong cho phép ánh sáng đi qua khi mở. Cửa kính đông/tây và cửa sổ nên được hoàn toàn bóng mờ trên-dưới cùng hoặc một lớp phủ spectrally chọn lọc có thể được sử dụng để giảm được năng lượng mặt trời.